# Looney Tunes: Perro & Lobo
Looney Tunes: Perro & Lobo es un videojuego de plataformas, puzles e infiltración desarrollado, publicado y distribuido por Infogrames. Salió a la venta inicialmente para la consola PlayStation el 23 de mayo de 2001 y se adaptó para el sistema Microsoft Windows el 14 de septiembre de 2001 en Europa. En Norteamérica, ambas versiones se lazaron el 27 de septiembre de 2001 bajo el título Sheep, Dog 'n' Wolf. 
El juego está ambientado en el estrafalario mundo de los cortos de los Looney Tunes, donde se asumen el papel del lobo Ralph, concursante de un programa de televisión organizado por el Pato Lucas, que intenta engañar al perro pastor Sam para que le robe su manada de ovejas. El jugador tiene a su disposición una treintena de objetos de todo tipo de Industrias ACME, como artilugios, disfraces y otros accesorios, y también debe atravesar una serie de escenarios y entornos plagados de trampas para vislumbrar a Sam y su rebaño.
Ha sido desarrollado por el equipo técnico de Lyon House, el estudio interno de Infogrames con sede en Lyon (Francia) hasta 2002. Se diseñó para un público de «mínimo de quince años» con gusto por los dibujos animados de Warner Bros., y se presentó por primera vez en la Electronic Entertainment Expo de 2001, celebrada en Los Ángeles (Estados Unidos). Los personajes están doblados por las mismas voces utilizadas en los cortometrajes.
Perro & Lobo fue bien recibido por toda la crítica especializada, que aprecia la calidad de los gráficos, fieles al universo, y la originalidad de la mecánica y el humor omnipresente. Sin embargo, se consideró demasiado corto y lineal, y adolecía de problemas recurrentes de cámara, mientras que la música disco-funk se consideró fuera de tono con el mundo.

## Trama

### Universo
Perro & Lobo se centra en un estudio de televisión desde el que el jugador evoluciona a través de niveles cuyo entorno es típico de los cortometrajes de la franquicia Looney Tunes. Los escenarios, a veces lineales, varían entre prados, montañas y desiertos, todos ellos claramente diseñados para la reflexión.

### Personajes

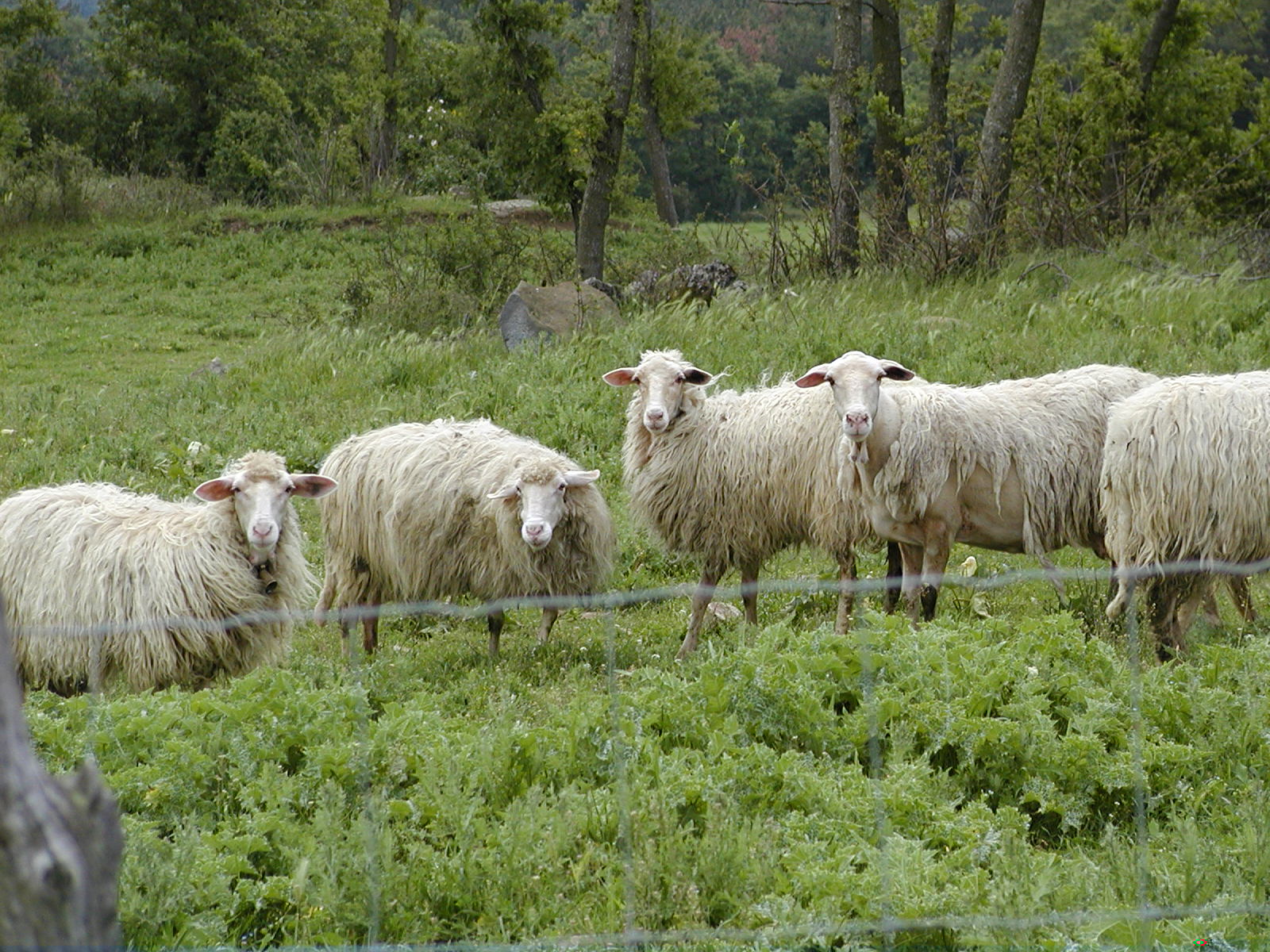
Atrapar ovejas de Sam, el perro pastor, es el objetivo principal.

El protagonista es el lobo Ralph, cuya principal preocupación es capturar a las ovejas custodiadas por el perro pastor Sam ideando estrategias a cual más astuta. A pesar de sus sistemáticos fracasos, nunca se rinde, al igual que su primo Vil Coyote. Las ovejas, borreguiles, lentas y un poco gordas, pasan una vida feliz pastando la hierba en el prado. Tienen poco miedo y no huyen cuando Ralph está justo delante de ellas, listo para atraparlas. Tienen mala vista y confían en su olfato para buscar una buena lechuga.
El antagonista es Sam, el perro pastor. Nadie le ha visto los ojos desde que era un cachorro, pero siempre ha conseguido descubrir a Ralph antes de que le robe una de sus ovejas. Sereno y tranquilo, vigila su rebaño con todos sus sentidos alerta. Nunca ha perdido una sola mientras hacía guardia.
Aparecen otros secundarios. El Pato Lucas adopta el papel de presentador de televisión y aconseja a Ralph sobre las distintas estrategias a utilizar para capturar a los borregos, al igual que Porky Pig. Distinto personajes de Looney Tunes, como Elmer Gruñón, Gossamer, Sam el Pirata y Marvin el Marciano, están incluidos, mientras que Speedy Gonzales, Silvestre y el Gallo Claudio actúan como espectadores en el estudio.

### Argumento

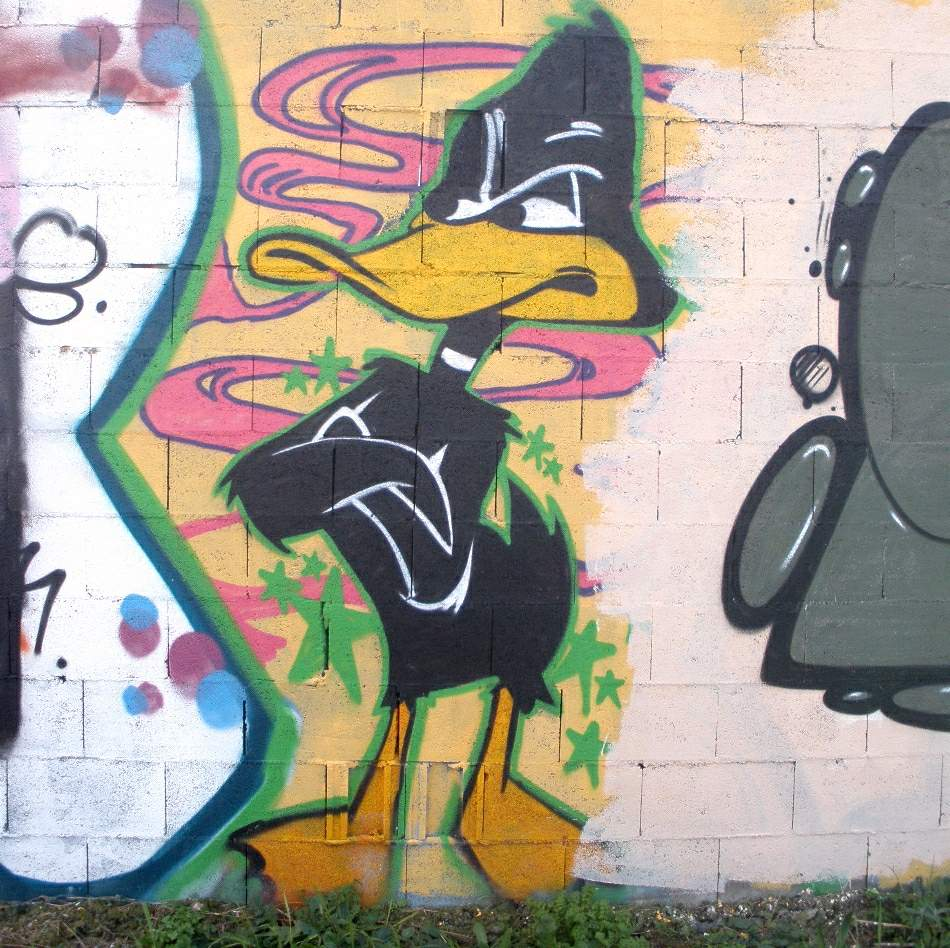
El Pato Lucas interpreta a un presentador de televisión en Perro & Lobo.

Una vez más, el lobo Ralph fracasa en su intento de robar ovejas al perro pastor Sam. Regresa a casa para relajarse frente al televisor. El Pato Lucas es llevado al hogar de Ralph en limusina y anuncia con entusiasmo su participación en su programa de televisión, Perro & Lobo, o, como a Lucas le gusta llamarlo, «¿Quién quiere ser el ladrón de corderos?». Explica los principios de su juego, lo conduce a un estudio de Acme donde se está celebrando el espectáculo. Durante una sesión de entrenamiento, aclarar las reglas, según las cuales Ralph podrá utilizar diversos objetos y accesorios para idear un plan que le permita robar una oveja sin ser detectado por Sam, y depositar al animal en un círculo blanco permaneciendo ileso. Ralph, la mayor parte del tiempo ayudado por Lucas, avanza por los distintos niveles basados en cortos clásicos de los Looney Tunes, como la famosa trilogía de caza de Chuck Jones o los escenarios inspirados en el mundo de El Coyote y el Correcaminos. Al final, roba el último borrego y regresa al estudio como el gran ganador.
Poco después de su victoria, Marvin el Marciano se estrella en la cabina en un platillo volante y le informa de que la oveja que lanzó al espacio ha aterrizado en su planeta y ha liberado un ejército de pequeños marcianos. Ya ha capturado a un buen número de ellos, pero una docena más o menos están escondidos en lugares peligrosos. Marvin, con la ayuda de su fiel mano derecha y perro mascota K-9, atrapa a Ralph y los tres vuelan hasta este planeta. Marvin le da a Ralph el equipo que necesita para capturar a los diez alienígenas y se marcha, al saber que no le llevará de vuelta a la Tierra si fracasa. Tras enfrentarse a varios peligros, consigue capturar al último de los marcianos y Marvin, satisfecho con su hazaña, se lo lleva a él y a las ovejas de vuelta. Ralph lleva al rebaño de vuelta al corral y descubre que hay una diana de bonificación pintada en el suelo. Lleva a las corderos hasta el objetivo, que resulta ser Sam preparándose para golpearlo por robarle su manada. En ese momento suena la alarma. Ralph se despierta en su sillón, señal de que todo el juego ha sido un sueño. Sale de casa y ve a Sam en el reloj, listo para empezar un nuevo día de trabajo.

## Sistema de juego

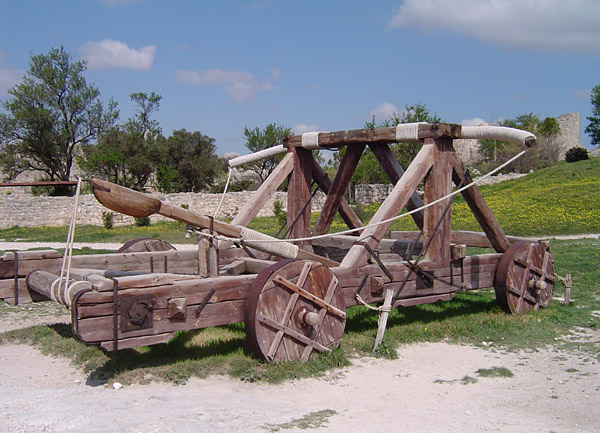
La catapulta es la máquina recurrente que Ralph utiliza para enviar ovejas al círculo blanco.

Looney Tunes: Perro & Lobo presenta elementos de un videojuego de plataformas en primera persona e infiltración, así como el estrafalario mundo de los cortos de los Looney Tunes, más concretamente El Coyote y el Correcaminos, acompañados de numerosos personajes de la serie. El jugador asume el papel del lobo Ralph, primo de Vil Coyote, el Pato Lucas es el concursante de un concurso cuyo objetivo es engañar al perro pastor Sam para que le robe su rebaño de ovejas. En total, se pueden dedicar entre veinte y veinticinco horas a este contenido.
El juego tiene más de quince niveles, accesibles desde un estudio de televisión, cada uno con una estrategia diferente para capturar borregos. Para ello, se ponen a disposición una treintena de artículos de todo tipo de Industrias ACME, entre artilugios, disfraces y otros accesorios, como una goma elástica, una ensaladera, un jet pack, una catapulta, bombas TNT y una balsa, que pueden pedirse al instante en los buzones. Estos objetos se almacenan después en el inventario, que puede combinar algunos de ellos para crear nuevas herramientas. Las pistas y consejos los proporcionan otros personajes, principalmente el Pato Lucas y ocasionalmente Porky Pig, y carteles colocados en el escenario de las fases.
El título comienza con un tutorial diseñado para ayudarte a dominar los controles. El lobo Ralph puede andar, correr, saltar y andar de puntillas discretamente. También tiene que abrirse paso por una serie de escenas y entornos plagados de trampas, como abismos sin fondo, rocas gigantes inestables y ríos infestados de tiburones, hasta llegar al rebaño. El usuario también puede girar la cámara y activar una vista panorámica para ver mejor la zona.
Una vez localizado la manada, se debe encontrar la forma de robar una oveja sin ser descubierto por Sam. Tiene tres tipos de visión para indicar dónde se encuentra, y mueve la cabeza lentamente, atento al más mínimo movimiento en su entorno. Cuando la señal está verde, Sam no puede ver ni oír a Ralph, que puede moverse con normalidad. Cuando el indicador es naranja, puede ver si le mira de frente, pero no puede oírle si va de puntillas. Cuando está en rojo, lo ha visto a Ralph, corre tras él y le golpea. A medida que avance, Sam vigilará cada vez más a su rebaño. Para acercarse lo suficiente sin ser descubiertos, se tienen que hacer uso de su ingenio, por ejemplo escondiéndose detrás de las rocas o utilizando un camuflaje adecuado. Una vez capturada el cordero, hay que llevarla a lo que se conoce como «zona de victoria». Se trata de un lugar delimitada por un círculo blanco en la que deben colocarse las ovejas para reclamar el triunfo. Una vez hecho esto, será felicitado por el Pato Lucas y desbloqueará la siguiente etapa. Además de este objetivo principal, también hay relojes de tiempo que hay que encontrar y activar en cada nivel para desbloquear bonificaciones como arte conceptual y escenarios ocultos.

## Desarrollo

### Diseño
Looney Tunes: Perro & Lobo estaba siendo desarrollado por el equipo técnico de Lyon House, el estudio interno de Infogrames con sede en Lyon (Francia) hasta 2002. La producción comenzó en septiembre de 1998, y en él participaron una docena de personas, seis de ellas para la animación. Desde el principio, según Regis Gonnard, jefe de producto, que ya ha trabajado en otros juegos de Looney Tunes —de los que Infogrames tiene los derechos— como Bugs Bunny & Taz: La Espiral del Tiempo, Wacky Races y Space Race, el objetivo era «crear uno loco y atípico que se diferenciara de la competencia, incorporando lo mejor del humor slapstick de Warner Bros».
Presenta un entorno tridimensional, pero los modelos de los personajes no son muy detallados. La animación, en cambio, es cuidada: el polvo se acumula en los pies de Ralph cuando corre, y Sam frunce el ceño cuando otea el horizonte. También se benefician del sombreado de celuloide, con contornos marcados en negro, en consonancia con el espíritu de los dibujos animados. Los avances, bajo el título original de Sheep, Dog 'n' Wolf, aparecieron en la prensa especializada a partir de mayo de 2000, antes de la Electronic Entertainment Expo celebrada unos días después. En la segunda mitad de ese año también se publicaron otros adelantos, mientras se desarrollaban Bugs Bunny & Taz: La Espiral del Tiempo. Su estreno estaba previsto para el primer trimestre de 2001, pero finalmente se pospuso hasta septiembre de 2001.
En una entrevista concedida el 31 de enero de 2001, Hervé Sliwa, principal productor, reveló que el equipo se encontraba «en la fase beta» y que el desarrollo debería concluir el 20 de febrero. En este estado, sufría fallos relacionados con el movimiento de la cámara, que finalmente se resolvieron con una fija situada detrás de Ralph el lobo y con dinámicas en función de la situación. Sliwa explica que el estudio de televisión del Pato Lucas está concebido como la interfaz, donde el jugador tiene acceso a los niveles, las partidas guardadas y las bonificaciones, para evitar perderse en menús de opciones. Los programadores pensaron inicialmente en mundos temáticos subdivididos en etapas, «con la obligación de hacer un cierto número de ellos pero no necesariamente [todos]», pero esto resultó incompatible con el tipo que requiere que «cada mesa plantee un [nuevo] problema al usuario», que tiene que aprender a resolverlo y poder completarlo. «Por ejemplo, una vez que sabes cómo atraer a una oveja con ensalada, sabes que tienes que volver a hacerlo en las siguientes misiones. Con un sistema de elección en el escenario, podría haberse perdido el objetivo de la ensalada, por lo que habría sido necesario explicar la técnica al principio de cada nivel». Para evitar tutoriales redundantes, han optado por una progresión lineal con fases obligatorias de dificultad progresiva. La dificultad está pensado para un público de «al menos quince años», que aprecie los dibujos animados, aunque Warner Bros. quería dirigirse ante todo al gente joven.
El juego se presentó al público en la Electronic Entertainment Expo, celebrada del 11 al 13 de mayo de 2000 en Los Ángeles (Estados Unidos), reapareció en el siguiente, celebrado del 17 al 19 de mayo de 2001, entre otros videojuegos publicados por Infogrames, como Alone in the Dark: The New Nightmare y Civilization III. Jeff Nuzzi, director comercial, cree que hablar de un Metal Gear Solid para todas las edades es «la mejor manera de describir» el título.

### Banda sonora
La banda sonora suele incluir música de fondo clásica y disco funk compuesta por Éric Casper, así como efectos de sonido clásicos típicos de los cortometrajes de Looney Tunes. Las voces francesas de los personajes también son omnipresentes. En la versión inglesa, Joe Alaskey presta su voz al Pato Lucas, Gossamer y Marvin el Marciano, mientras que Greg Burson pone voz a Elmer Gruñón. Bob Bergen expresar a Porky Pig. Maurice LaMarche interpretar a Sam Bigotes, mientras que Bip Bip es doblado por Paul Julian.

### Comercialización
En mayo de 2001 se incluyó una versión demo en el CD-ROM que acompañaba a la revista oficial de PlayStation; el 26 de agosto de 2001 también se publicó una gratuita para PC, que incluía un único nivel y un tutorial.
Perro & Lobo' salió a la venta en Europa para PC el 14 de septiembre de 2001, y después para PlayStation el 21 de septiembre del mismo año. En Norteamérica, salió a la venta el 8 de octubre de 2001, sólo para PlayStation, con el título Looney Tunes: Sheep Raider. Se vende por unos treinta euros en Europa, y veinte dólares en los Estados Unidos. La versión norteamericana para PC de Taz Wanted, lanzada el 18 de septiembre de 2002, también incluye una copia extra en un segundo disco.
Cuando se lanzó, ha sido calificado como «para todos los públicos» por el Syndicat des éditeurs de logiciels de loisirs (SELL), y como «E (niños y adultos)» por la Entertainment Software Rating Board (ESRB); algunas ediciones posteriores fueron calificadas como «3+» por la Pan European Game Information (PEGI).

## Recepción
Looney Tunes: Perro & Lobo ha sido bien recibido por todos los críticos y editores. Metacritic otorgó a la versión para PlayStation una media general del 73 %. Sin embargo, fue un fracaso comercial, ya que sólo vendió unas 120 000 copias, 70 000 de ellas en Norteamérica y 50 000 en Europa, según datos del sitio web VG Chartz.

### Comentarios generales
La versión para PlayStation ha recibido una acogida generalmente positiva por parte de la prensa especializada. Jean-Charles Daguinot del sitio web francófono Gamekult, elogia «la nueva referencia de la adaptación de los dibujos animados a los videojuegos. Humor, reflexión, infiltración, un universo a medida e ingenio: todos los ingredientes de una verdadera serie interactiva se reúnen en este juego». La revista francesa Consoles + alabó este original y divertido título por ser «muy divertido, aunque los niveles sean un poco demasiado parecidos» y la cámara sea imprecisa. Jeuxvideo.fr considera que la licencia ha sido «maravillosamente explotada» y que este opus no es un «producto puramente comercial»; exalta el aspecto «omnipresente» de las caricaturas y la «producción de muy alto nivel». Sin embargo, el estilo «muy "puzzle/enigma" puede irritar a algunos, y aunque la dificultad está bien equilibrada, es demasiado elevada para un público joven, al que este software no está en absoluto destinado». En la prensa inglesa, Frank Provo de GameSpot cree que Perro & Lobo está dirigido principalmente a los niños: «a pesar de la incapacidad para seguir el ritmo de la competencia, la presentación general es tan encantadora y desenfadada que sería difícil lamentar sus desafortunados defectos». Hilary Goldstein de IGN lo alaba por ser «muy divertido» y recomendable para cualquiera que ame el universo de los Looney Tunes, pero señala su linealidad, el hecho de que «no lo jugarás una segunda vez» y la falta de dificultad progresiva, sobre todo durante la batalla contra Gossamer, a dos tercios, cuando habría sido más adecuado como jefe final. La revista estadounidense Game Informer  elogia una entrega que «debería ser un bienvenido añadido a la biblioteca de cualquier aficionado a los puzles».
Del mismo modo, el port para PC ha recibido una acogida generalmente positiva. Romendil de Jeuxvideo.com opina que «nunca antes un juego protagonizado por los Looney Tunes se había acercado tanto a los dibujos animados de Warner. El diseño de los entornos, las animaciones de los personajes, el humor omnipresente y su propia finalidad son un auténtico homenaje». PC Gameplay aclama la «experiencia fluida y satisfactoria». La revista británica PC Zone alaba «un videojuego de rompecabezas muy entretenido, pero demasiado corto».

### Comentarios sobre la mecánica
En general, la mecánica de Perro & Lobo para PlayStation ha sido bien recibida. Gamekult opina que los numerosos retos que plantea para resolver puzles son adecuados para usuarios con «mentes lógicas fuertes» y que «tendrás que dominar un montón de artilugios locos antes de poder hacerte con un poco de cordero». Sin embargo, a pesar de la gran variedad de niveles, se le reprocha por tener que «seguir el procedimiento predefinido de los programadores» para completarlos, lo que da la impresión de un juego «guionizado». Esta observación es compartida por IGN, que opina que se parece más a Lemmings que a Metal Gear Solid, lo que le impide «convertirse en un verdadero clásico»: es más un título de rompecabezas que un plataformas, «la clave de cada fase es entender cómo utilizar los objetos dados y en qué orden». Official U.S. PlayStation Magazine se quejaba de que el control de Ralph era «difícil» y la cámara «torpe», sobre todo porque una vez que el usuario entiende la estrategia para capturar a las ovejas, puede «convertirse en una auténtica faena».
Las reseñas para PC también son positivas. Jeuxvideo.com valora la multitud de interacciones posibles y el hecho de que el sistema de juego se base en «el sigilo y la reflexión». El radar de Sam fue descrito como una «idea brillante», y también se señaló que no hay mecánica de vida, lo que significa que puedes «volver a empezar donde lo dejaste hasta que encuentres la estrategia adecuada». PC Gameplay alaba que haya muchos puzles que resolver y que los relojes de tiempo «en cada escenario desbloqueen bonificaciones», pero lamenta que «no haya suficientes escenarios». PC Zone destaca «un buen nivel de dificultad» y un «título que nunca es demasiado fácil».

### Comentarios sobre los gráficos
Los gráficos de Perro & Lobo para PlayStation han sido bien recibidos por la crítica. Gamekult alabó los «colores vivos, el impecable modelado de los personajes y las suntuosas animaciones». La revista estadounidense Game Informer señala una animación «decente», pero lamenta unas texturas y unos movimientos de cámara «muy obsoletos», opinión compartida por la Official U.S. PlayStation Magazine, que habla de visuales «mediocres». IGN elogia un «bonito juego de la consola», cuyas animaciones son «fluidas y variadas, y los niveles están bien diseñados y son suficientemente caricaturescos». También son especialmente populares los protagonista, que parecen «salidos directamente de un dibujo animado de Warner Bros». De esta última opinión se hace eco GameSpot, que aplaude las hilarantes y brutales escenas de muerte de Ralph: «literalmente, podrías pasarte horas encontrando nuevas formas de verlo caer, chocar, salpicar o recibir una paliza». El sitio norteamericano también hace referencia a un «entorno muy animado y caprichoso» a pesar de las texturas y distorsiones a veces borrosas, y señala que los mapas que utiliza están dibujados como los planos de Vil Coyote.
En PC, Jeuxvideo.com alaba el «estilo de caricatura excepcionalmente fiel, aparte del contorno negro en protagonistas y decorados, como en Jet Set Radio, que añade un toque muy divertido a los gráficos». Sin embargo, al igual que en PlayStation, la cámara se juzga «poco ergonómica». Esta opinión es compartida por PC Gameplay, que denuncia una cámara «tozuda» a pesar de una «perfecta recreación del mundo de Looney Tunes en 3D» y unas «animaciones que realmente te divierten».

### Reseñas de la banda sonora
La banda sonora ha recibido una acogida desigual por parte de la prensa especializada. En el caso de PlayStation, la revista mensual Consoles + señaló que los personajes tenían las mismas voces que los de los dibujos animados. Game Informer señala que todos los efectos especiales esperados de los Looney Tunes están presentes. IGN es más negativo, al señalar que Infogrames, en lugar de utilizar el estilo de música de Warner Bros., ha creado una pista de audio discotequera y funky, que aunque «no está mal, le sienta tan bien a este juego como los trajes de animadora del instituto de tu madre». GameSpot considera que el doblaje es «mediocre» y también opina que «las remezclas de jazz de Digital Underground y Mellow Man Ace no son la melodía más apropiada para un título de los Looney Tunes». No obstante, se agradece que los efectos de sonido se amplifiquen cuando Ralph se acerca a una oveja o a una cascada, por ejemplo.
En PC, Jeuxvideo.com aplaude una banda sonora «sencillamente desternillante y muy fiel a la caricatura, utilizando la mayoría de los efectos de sonido y las voces reales de los protagonistas». Sin embargo, PC Zone lamenta la «pobre» música, que no está en el espíritu de Looney Tunes.